# 김이지
김이지(본명: 김희정, 1979년 1월 31일  ~ )는 대한민국의 가수, 배우이다. 1997년 여성 5인조 그룹 베이비복스로 데뷔하였고 1998년 베이비복스의 리더로 포지션이 바뀐 뒤 2004년까지 베이비복스로 활동 하였다. 베이비복스 해체 후 배우로 MC로 활동 하였고 결혼 후 현재는 연예 활동을 쉬고 있다.

## 출신 학교
- 예원학교 졸업
- 서울예술고등학교 졸업
- 경희대학교 무용학과 학사

## 베이비복스 시절 발매한 앨범
- 1집 Equalize Her (1997년)
- 2집 BABY VOX II (1998년)
- 3집 Come Come Come Baby (1999년)
- 4집 Why (2000년)
- 5집 Boyish Story (2001년)
- 5.5집 Special Album (2002년)
- 6집 DEVOTION (2003년)
- 7집 Ride West (2004년)

## 필모 그라피
- 2002년 한중합작영화 《적혈매괴》
- 2004년 KBS2 한중합작드라마 《북경, 내 사랑》
- 2006년 KBS2 《일단 뛰어》
- 2006년 KBS2 《드라마시티 너무도 착한 그녀》 - 송주영 역

## 연예 활동

### CF
- 2003년 삼성 V4 카메라

### 방송
- Mnet 《와이드 연예뉴스》
- 올리브TV 《설국》
- KBS Joy 《다녀오겠습니다 시즌1~시즌3》